# Sophie de Hohenberg
 (octobre 2008).
Si vous disposez d'ouvrages ou d'articles de référence ou si vous connaissez des sites web de qualité traitant du thème abordé ici, merci de compléter l'article en donnant les références utiles à sa vérifiabilité et en les liant à la section « Notes et références ».
Sophie de Hohenberg, née Sophie Marie Franziska Antonia Ignatia Alberta Fürstin von Hohenberg le 24 juillet 1901 à Konopiště et morte le 27 octobre 1990 à Tannhausen, est une personnalité autrichienne, fille de l'archiduc héritier d'Autriche-Hongrie François-Ferdinand et de sa femme la comtesse Sophie Chotek, princesse de Hohenberg.

## Biographie
Sophie est l'aînée des trois enfants survivants de François-Ferdinand de Habsbourg-Lorraine et de Sophie, princesse de Hohenberg. Après l'assassinat de ses parents à Sarajevo le 28 juin 1914, elle est élevée, avec ses frères Maximilien et Ernest, conjointement par la veuve de leur grand-père Marie-Thérèse de Bragance et par leur oncle maternel le prince Jaroslav de Thun et Hohenstein. Les propriétés de leur famille, dont le château de Konopiště, ayant été confisquées par les autorités du nouvel État tchécoslovaque, les enfants orphelins vivent entre Vienne et le château d'Artstetten, où reposent leurs parents. À partir de 1919, une loi interdit les titres de noblesse ainsi que la particule « von », en conséquence en Autriche son nom est Sophie Hohenberg.
En 1920, elle épouse le comte Frédéric von Nostitz-Rieneck (1891-1973), dont elle aura quatre enfants :
- Erwein (1921-1949) mort dans un camp de prisonniers russe près de Kharkov.
- Franz (1923-1945), mort en Prusse Orientale.
- Aloÿs (1925-2003), marié à la comtesse Maria-Teresa de Walburg-Zell (née en 1931) dont il a quatre enfants, qui leur donnent treize petits-enfants.
- Sophie (1929-2024)[1], mariée à Ernst von Gudenus, dont elle a quatre enfants, qui leur donnent dix petits-enfants.

Pendant la Seconde Guerre mondiale, ses frères Maximilien et Ernest sont internés au camp de concentration de Dachau.
Elle meurt en 1990 à l'âge de 89 ans à Thannhausen, en Autriche, et est inhumée dans le caveau familial auprès de son mari au cimetière de Weiz.